# 藤丸千
藤丸 千（ふじまる せん、1994年 - ）は、日本の女優。
テアトル・ド・ポッシュ所属。

## 来歴
東京都出身、身長164cm。
2015年、ソニー・ミュージックアーティスツ主催オーディションで「第4回アニストテレス」特別賞受賞。 
2020年、映画『ミセス・ノイズィ』に出演。2021年、映画『エッシャー通りの赤いポスト』で主演を務める。同年、『プリズム』（2021年、NHK ドラマ10）に出演。2022年、『つまらない住宅地のすべての家』（2022年、NHK 夜ドラ）出演。2023年、『育休刑事』（2023年6月5日、NHK ドラマ10）同年、『御手洗家、炎上する』（2023年7月13日 - 、Netflix）などに出演。 
2024年、台湾台北国立劇場にて舞台『誠實（純）浴池』に出演。 

## 人物
- 特技は、速読と射的[1]。
- 俳優を志したきっかけは、海外に滞在していた幼少期に観ていた日本映画のビデオ[2]。
- 映画『緋牡丹博徒』を好み、富司純子演じる『お竜さん』を人生のヒロインとして挙げている[2]。

## 出演

### 映画
- 『ミセス・ノイズィ』（2020年12月、監督：天野千尋）- ユナ 役
- 『エッシャー通りの赤いポスト』（2021年12月、監督：園子温）- 主演・安子 役
- 『ハードボイルド・レシピ』（2024年4月26日、監督：松浦本）- リサ 役
- 『行きがけの空』（2025年8月1日、監督：西谷真一）[3]

### テレビドラマ
- 『プリズム』（2022年、NHK ドラマ10）
- 『つまらない住宅地のすべての家』（2022年、NHK 夜ドラ）
- 『育休刑事』第8話（2023年6月5日、NHK ドラマ10）
- 『御手洗家、炎上する』（2023年7月13日 - 、Netflix）
- 連続テレビ小説 『虎に翼』（2024年9月9日 、NHK） - 星真紀 役[4]
- 『団地のふたり』（2024年9月1日-、NHK BS プレミアムドラマ）-美羽 役

### 舞台
- 「誠實（純）浴池」（2024年4月26日 - 28日、國家戲劇院（台湾））

### その他
- FMヨコハマ「言ったもん勝ち！だもん」（2022年10月 - 、アシスタントMC）